# Alvin Stoller
Alvin Stoller (7. oktober 1925 i New York City USA – 19. oktober 1992) var en amerikansk jazztrommeslager. Stoller har spillet med bl.a. Ella Fitzgerald, Art Tatum, Duke Ellington, Oscar Peterson, Benny Goodman og Ben Webster.
Han spiller i swing og bebop stil, og var inspireret af Buddy Rich.